# Kraljevi mejni most
Kraljevi mejni most (angleško Royal Border Bridge) se razteza čez reko Tweed med Berwick-upon-Tweedom in Tweedmouthom v Northumberlandu v Angliji. To je železniški viadukt I. stopnje, zgrajen med letoma 1847 in 1850, ki ga je odprla kraljica Viktorija. Zasnoval ga je Robert Stephenson (sin pionirja železnice Georgea Stephensona). Zgrajen je bil za železniško linijo York, Newcastle in Berwick in je še danes v redni uporabi kot del glavne proge vzhodne obale. Kljub svojemu imenu most dejansko ne prečka meje med Anglijo in Škotsko, ki je približno tri milje severneje.
Most je dolg 659 metrov in je zgrajen iz kamna in opeke. Ima 28 lokov, vsak razpetine 18 m. Železnica je speljana 37 metrov nad gladino reke. Leta 1989 je bila elektrificirana kot del širše sheme elektrifikacije glavne proge vzhodne obale. Med letoma 1993 in 1996 je bila konstrukcija prvič obsežno popravljena v projektu pod vodstvom Railtracka, ki ga je delno financirala English Heritage.

## Gradnja
Kraljevi mejni most izvira iz ambicij družbe Newcastle and Berwick Railway (N&BR), ki je bila ustanovljena leta 1845 pod nadzorom uspešnega železniškega finančnika in politika Georgea Hudsona. Skoraj takoj po ustanovitvi je bila predlagana proga N&BR odobrena z aktom parlamenta in gradbena dela so se začela do julija 1845. Medtem ko je bil večji del proge dokončan v dveh letih od tega datuma, je bilo delo na več večjih strukturah, vključno z Kraljevim mejnim mostom, se je komaj začel.
Da bi zgradili progo vzdolž raziskane poti, je bilo za prečkanje značilnosti terena potrebno dokončanje več večjih struktur, kot sta High Level Bridge v Newcastlu in sam Kraljevi mejni most. V primeru slednjega je bilo treba traso speljati čez reko Tweed na mestu blizu mesta Berwick-upon-Tweed v Northumberlandu. Leta 1847 je bil Hudson ključnega pomena pri združitvi N&BR z drugim njegovim poslovnim interesom, York in Newcastle Railway (Y&NR), da bi oblikovali York, Newcastle in Berwick Railway (YN&BR). Ta združena entiteta je skušala dokončati neprekinjeno linijo med britanskima glavnima mestoma Londonom in Edinburgom.
Glavni inženir podjetja in s tem posameznik, ki je bil najpomembnejši za dokončanje želene proge, je bil znani železniški inženir Robert Stephenson, ki je bil sin pionirja železnic Georgea Stephensona. Ne glede na Stephensonovo prisotnost v YN&BR je večino načrtovanja in inženiringa prevzel gradbeni inženir Thomas Elliot Harrison, čeprav je bilo to delo opravljeno pod Stephensonovim nadzorom. Zlasti Stephenson je običajno igral praktično vlogo pri načrtovanju ključnih mostov vzdolž predvidene poti, čeprav so nekaj podrobnega dela običajno opravile tudi druge osebnosti.
Viadukt, ki je zgrajen v blagem zavoju, je bil klasična zidana konstrukcija. Sestavljen je iz 28 lokov, od katerih jih je 15 nad kopnim južno od reke Tweed in 13 nad samo reko; ti so bili postavljeni v dveh skupinah, ločenih z oporniki. Zid je uporabljen v celotni strukturi, ki je dopolnjena z opečnimi podstavki, ki tvorijo spodnje strani lokov, in prekrit s kamnito oblogo. Največja višina strukture je 38,4 metra, ki je na najgloblji točki spodnje struge. Skupna dolžina mostu je 658 metrov, vsak ločni razpon pa meri 18,6 metra. Pogodba za gradnjo mostu se je nanašala na eno miljo dolžine trase; nezidane odseke sestavljajo zemeljski nasipi.
15. maja 1847 je bil položen temeljni kamen za tisto, kar je kasneje postalo Kraljevi mejni most, ki so ga takrat preprosto imenovali Tweed Viaduct. Gradbeno podjetje McKay & Blackstock s sedežem v Cumberlandu je bilo imenovano za gradnjo konstrukcije, medtem ko je bil gradbeni inženir George Barclay Bruce, nekdanji Stephensonov vajenec, izbran za glavnega inženirja, ki je odgovoren za nadzor nad vsakodnevnim delom pri spletno mesto. Po poročilih je gradnja mostu porabila 227.000 kubičnih metrov kamna; samo za notranji del lokov je bilo potrebnih 2,5 milijona opek. Številne iste tehnike, ki so bile uporabljene pri gradnji mostu High Level Bridge v Newcastlu, so bile deljene tudi s to strukturo. Na vrhuncu gradbene dejavnosti naj bi bila delovna sila vključevala več kot 2700 moških.
Pri projektiranju konstrukcije je bila posebna pozornost namenjena temeljem mostu. Trdno zasidranje mostu je vključevalo zabijanje številnih pilotov v skalno podlago, do katere je bilo mogoče priti le, če smo šli skozi približno 12 metrov gostega proda zgoraj; pri tej nalogi je znatno pripomogla uporaba patentiranega Nasmythovega parnega zabijača pilotov. Da bi nadzorovali in učinkovito odvajali vodo na lokaciji, so zgradili več globokih zapor, ki so skupaj z več parnimi črpalkami delovale skupaj, da bi preprečili vstop vode.
Prvi elementi konstrukcije, ki so bili dokončani, je bilo 15 kopenskih lokov, skupaj z opornikom postajališča; med gradnjo preostalih lokov je ta služil kot opora. Rečni stebri so bili namerno oblikovani na vodni gladini na tak način, da bi se plošče ledu, ki tečejo v reki, razbile ob stiku z mostom; temu procesu je pripomogla vdelava več železnih palic v zid za večjo trdnost. Ta značilnost je bila pokrita s poznejšimi spremembami stebrov, ki so bile izvedene kot del ukrepov za dodatno železniško progo.

## Obratovanje
Medtem ko je bila stalna konstrukcija še v gradnji, je bilo postavljenih več začasnih lesenih viaduktov, ki so jih uporabljali zgodnji železniški promet, pa tudi promet, povezan z gradnjo. Na ta način bi lahko celotno traso odprli, ne da bi bilo treba čakati na dokončanje Kraljevega mejnega mostu, kar je nekoliko ublažilo pritisk investitorjev. Ta odločitev se je izkazala za koristno, saj je bila stalna struktura predvidena za dokončanje julija 1849, vendar ni bila pripravljena za izvajanje železniškega prometa do marca 1850. 29. avgusta 1850 je bil most uradno odprt na slovesnosti, ki sta jo vodila vladajoči monarh, kraljica Viktorija in princ Albert; na tem dogodku je kraljica privolila, da se struktura uradno poimenuje kot Royal Border Bridge.
Leta 1989 je British Rail kot del programa elektrifikacije glavne proge vzhodne obale spremenil strukturo, da je omogočila namestitev elektrificiranih portalov. Posledica tega je bila, da ker je Kraljevemu mejnemu mostu priznan status na seznamu Grade 1, je bila uporabljena nadzemna infrastruktura posebej zasnovana za zmanjšan vizualni vpliv na most in jo je morala pred namestitvijo pregledati in odobriti Kraljeva komisija za likovno umetnost. Namestitev omogoča električno vleko za prečkanje mostu.
Potem ko je 143 let stal kot glavni del glavne proge vzhodne obale, je bil Kraljevi mejni most leta 1993 prvič deležen pomembnega vzdrževanja. Izveden je bil program obnove, ki je bil v veliki meri osredotočen na popravila 15 kopenskih lokov, kot skupni projekt med novoustanovljenim podjetjem za vzdrževanje železniške infrastrukture Railtrack in English Heritage.
V začetku leta 2010 so se razpravljali o načrtih za namestitev nočne razsvetljave na mostu; takrat je bil ta ukrep promoviran kot obeležitev 150. obletnice smrti Roberta Stephensona. Prvotno naj bi začela delovati do novembra 2010, so vremenske razmere, zlasti led, poškodovale podvodne kable, zakasnile osvetlitev in preprečile delovanje nekaterih luči. Januarja 2012 je okrožni svet Northumberland vložil vlogo za namestitev trajnega sistema razsvetljave. V letu 2016 so most opremili z lučmi, ki spreminjajo barvo; namestitev je bila dokončana pravočasno za 160. obletnico zgradbe.